# Mycosphaerella punctata
Mycosphaerella punctata är en svampart som beskrevs av Dearn. & House ex M.E. Barr 1972. Mycosphaerella punctata ingår i släktet Mycosphaerella och familjen Mycosphaerellaceae.   Inga underarter finns listade i Catalogue of Life.